# Cansignoro della Scala
Cansignoro della Scala fou fill de Mastino II della Scala. Va néixer a Verona el 5 de març de 1340. Fou capità del poble i senyor de Verona i Vicenza després de la mort del seu pare Mastino II el 1359, quan Cansignoro va assassinar son germà Cangrande II della Scala. Va associar al govern al seu germà Pau Alboí della Scala fins al 1365 en què el va fer empresonar per assegurar la successió dels seus fills naturals.
El 6 de juny de 1363 es va casar amb Agnès d'Anjou, filla de Carles de Durazzo. Va morir a Verona el 10 d'octubre de 1375 sense flls legítims i el van succeir els fills naturals Bartolomeo II della Scala i Antoni I della Scala.